# 플라트카카
플라트카카(아이슬란드어: Flatkaka)는 호밀로 만들어지는 아이슬란드의 납작빵이다. 플라트카카는 부드럽고 둥글며 얇고 어두운 색깔을 가지고 있다. 전통적으로 플라트카카는 뜨거운 돌이나 타고 남은 잔불로 구워진다. 하지만 현대에는 플라트카카를 만들 때 오븐이나 가스레인지에 직접 굽는 경우가 많다. 가게에서 파는 플라트카카는 밀가루를 더하였기 때문에 전통적인 방식의 플라트카카나 집에서 만든 플라트카카에 비해 더 두껍고 건조하다.

## 같이 보기
- 호밀빵
- 아이슬란드 요리
- 빵 목록